# Вейс, Дэнни
Дэнни Вейс (англ. Danny Weis, произносится Дэнни Вис; род. 28 сентября 1948, Хантингтон-Парк, Калифорния) — американский гитарист, больше известный как участник групп Iron Butterfly и Rhinoceros, для которой он написал песню «Apricot Brandy». Несмотря на то, что с Iron Butterfly он записал один альбом и покинул её из-за внутренних разногласий, его манера игры повлияла на дальнейшую деятельность группы, а заменивший его Эрик Бранн сознательно пытался имитировать его игру. Вейс позднее рассказывал: «В Iron Butterfly меня заменил Эрик Бранн. И если я правильно помню, он купил многое из моего оборудования и кое-что из моей одежды. Таким образом, они попытались меня клонировать».
В составе Iron Butterfly Вейс записал два сингла: «Don't Look Down On Me» и «Possession», а также появился на дебютном альбоме группы Heavy. Позднее одна из его песен «You Can’t Win» вошла в концертный альбом Live.
После ухода из Iron Butterfly Вейс стал одним из основателей группы Rhinoceros и записал вместе с ней три альбома. Инструментальная композиция «Apricot Brandy», написанная Дэнни совместно с клавишником Майклом Фонфарой, достигла 46-го места в чарте the Billboard Hot 100 и была использована в качестве музыкальной заставки в различных телевизионных шоу.
После распада Rhinoceros в 1970 году Вейс какое-то время играл в группе The Rascals. Позднее он воссоединился вместе с некоторыми бывшими участниками Rhinoceros, чтобы сформировать новую группу Blackstone, но она распалась сразу после выхода одного коммерчески неудачного альбома.
В 1974 году Вейс играл на альбоме Лу Рида Sally Can't Dance и отправился вместе с ним в его тур поддержку.
В 1979 году Вейс появился в эпизодической роли в фильме Роза с Бетт Мидлер в главной роли.
В декабре 2006 года Денни выпустил свой дебютный сольный альбом Sweet Spot, который был инструментальным и выдержанным в стиле smooth jazz. Релиз пластинки состоялся на лейбле Marshmellow Records.
В настоящее время Вейс проживает в Калифорнии и по-прежнему активен в музыкальной индустрии.